# Buonamico Buffalmacco
Buonamico di Martino, detto Buffalmacco (Firenze, 1290 circa – 1340), è stato un pittore italiano.
Fiorentino, pur discostandosi dalla maniera giottesca, fu rappresentante di primo piano della pittura gotica in Toscana nella prima metà del XIV secolo. 
Per lungo tempo considerato solo un personaggio letterario, protagonista di divertenti aneddoti e storielle del Decameron, Buonamico ha solo di recente acquisito una fisionomia artistica precisa grazie alle ricerche che gli hanno attribuito gli affreschi del Camposanto di Pisa, uno dei più importanti capolavori della storia dell'arte italiana.

## Biografia

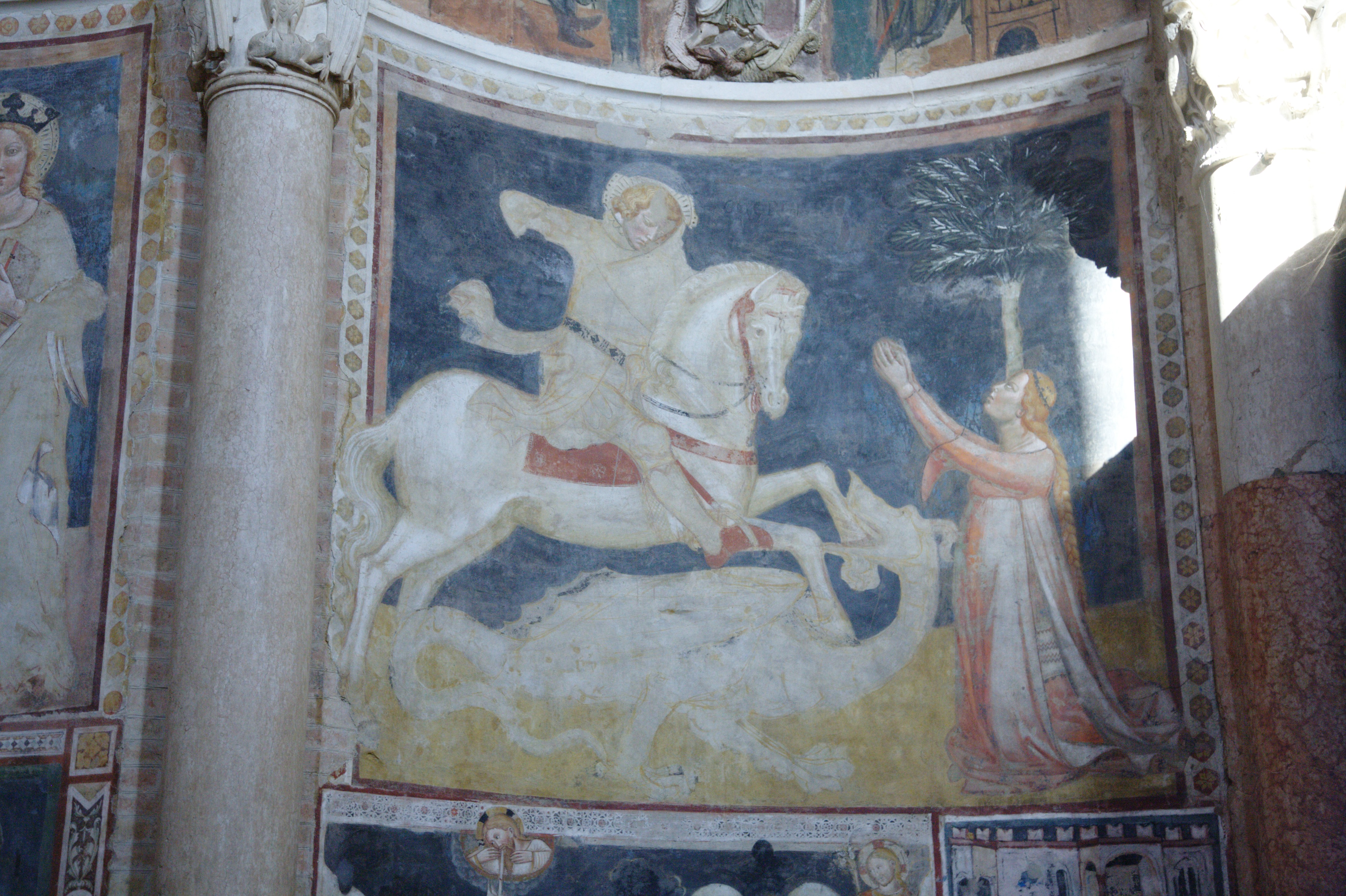
San Giorgio e il drago, affresco di Buffalmacco nel Battistero di Parma

Secondo il Vasari fu allievo di Andrea di Ricco, detto Tafo, al quale però lo stesso scrittore aretino assegna una data di morte (1294) inconciliabile con l'apprendistato di Buonamico. La notizia, tuttavia, mantiene una sua rilevanza, in quanto Vasari sembra escludere in maniera categorica, anche nel resto della Vita, qualsiasi rapporto di alunnato o influenza artistica dipendente da Giotto, cosa che trova riscontro nella ricostruita personalità artistica di Buffalmacco.
Dalle notizie documentarie relative al pittore fiorentino Bonamichus, sappiamo che egli risultava iscritto per la prima volta nella Matricola dei Medici e Speziali di Firenze intorno al 1315; pertanto si deduce che potrebbe essere nato intorno al 1290-95. Ancora nel 1320 è iscritto col nome di Bonamichus magistri Martini.
Dalle testimonianze del Ghiberti sappiamo di una sua attività artistica a Firenze nella cappella Spini della Badia a Settimo (dove si conserva un'iscrizione con la data 1315) e nel convento delle Donne a Faenza (intorno al 1314-1317). Queste notizie sarebbero confermate dalla documentazione d'archivio che lo vede iscritto all'Arte a Firenze solo tra il 1315 e il 1320, mentre dopo il secondo decennio del secolo Buonamico Buffamacco non viene citato in alcun altro documento.
Secondo Franco Sacchetti, Buffalmacco lavorò per il vescovo di Arezzo Guido Tarlati, che fu signore di quella città tra il 1320 e il 1327. Vasari, che riprende in parte le notizie del Ghiberti, ci ragguaglia sulla sua attività artistica a Bologna, ad Assisi, ad Arezzo e a Pisa. Anche se attribuzioni vasariane sono relative ad opere in larga misura scomparse e sono da prendersi con grande cautela, esse hanno consentito a Luciano Bellosi (1974) di identificare Buffalmacco come l'autore degli straordinari cicli di affreschi nel Camposanto di Pisa. Tale ipotesi è avvalorata anche da un documento d'archivio che attesta la presenza di Buffalmacco in Pisa nel marzo-aprile 1336.
Il Vasari riferisce che Buffalmacco morì nel 1340.

## Buffalmacco nella letteratura
«Bonamicho fu excellentissimo maestro, ebbe l'arte da natura, durava poca faticha nelle opere sue. Dipinse nel monistero delle donne di Faenza, è tutto egregiamente di sua mano dipinto con moltissime istorie molto mirabili. Quando metteva l'animo nelle sue opere passava tutti gl'altri pictori. Fu gentilissimo maestro. Colorì freschissimamente. Fece in Pisa moltissimi lavorij. Dipinse in Camposanto a Pisa moltissime istorie. Dipinse a Santo Pagolo a Ripa d'Arno istorie del testamento vecchio et molte istorie di vergini. Fu prontissimo nell'arte, fu huomo molto godente. Fece moltissimi lavorij a moltissimi signori (...), fiorì [in] Etruria molto egregiamente, fece moltissimi lavorij nella città di Bologna. Fo doctissimo in tutta l'arte, dipinse nella Badia di Settimo le storie di sancto Jacopo et molte altre cose» (Lorenzo Ghiberti, Commentarii, a cura di Julius von Schlosser, 1912, vol. I, pp. 38-39).
«... e fra l'altre questione mosse uno, che avea nome l'Orcagna, il quale fu capo maestro dell'oratorio nobile di Nostra Donna d'Orto San Michele: - Qual fu il maggior maestro di dipignere, che altro, che sia stato da Giotto in fuori? - Chi dicea che fu Cimabue, chi Stefano, chi Bernardo, e chi Buffalmacco, e chi uno e chi un altro» (Franco Sacchetti, Il Trecentonovelle, CXXXVI).
«Che diavolo è questo? costoro sono tutti pazzi, e io dipignerò secondo la loro pazzia!» (Franco Sacchetti, Il Trecentonovelle, CLXIX).

### Decameron
Nelle novelle di Boccaccio, il personaggio di Buffalmacco è inseparabile dall'amico e collega Bruno, di cui non si conosce l'esistenza storica. Buffalmacco occupa il ruolo che nella fiaba appartiene di solito alla volpe: è l'uomo “sagace e accorto” che “fa gran festa”, si diverte e approfitta materialmente dell'altrui “semplicità”. Le sue beffe si configurano come un castigo per la stupidità della vittima, la cui vorace credulità costituisce sempre la causa prima e il principale strumento della macchinazione; e infatti il Buffalmacco di Boccaccio prende di mira gli sciocchi, come il collega Calandrino, vittima predestinata, o Maestro Simone, che alla colpa dell'ignoranza aggiunge quella della presunzione. In ciò risiede la principale differenza col Buffalmacco di Sacchetti, il quale non ha da misurarsi con vittime predestinate, ma con degni avversari. La burla diventa allora un'arma di rivalsa intellettuale, con la quale il pittore risponde alle varie angherie cui è sottoposto da parte dei committenti (il Vescovo di Arezzo, il Popolo di Perugia), del maestro di bottega e perfino dei vicini di casa; un modo di mettere la propria intelligenza sul piatto della bilancia, volgendo a proprio favore un rapporto di forze inizialmente sfavorevole.

### Giorgio Vasari
Giorgio Vasari dedica a Buonamico Buffalmacco un paragrafo delle sue Vite de' più eccellenti pittori, scultori e architettori: da questa fonte apprendiamo che si tratta dello stesso pittore di cui parla Giovanni Boccaccio in alcune celebri e spassose novelle (Decameron, giornata VIII, novelle III, VI, IX; giornata IX, novelle III e V). Nella prima si narra di come Calandrino, Bruno e Buffalmacco giù per lo Mugnone vanno cercando di trovar l'elitropia, nell'altra Bruno e Buffalmacco imbolano un porco a Calandrino. Si riferisce a Buffalmacco anche - sempre a proposito dalla ricca aneddotica burlesca - Franco Sacchetti nelle sue Trecento Novelle.
In esordio, il Vasari afferma dunque che:
«Buonamico di Cristofano detto Buffalmac[c]o pittore fiorentino, il qual fu discepolo d'Andrea Tafi, e come uomo burlevole celebrato da messer Giovanni Boccaccio nel suo Decameron, fu, come si sa, carissimo compagno di Bruno e di Calandrino, pittori ancor essi faceti e piacevoli e, come si può vedere nell'opere sue sparse per tutta Toscana, di assai buon giudizio nell'arte sua del dipignere.»
Anche Vasari si dilunga sulla aneddotica burlesca che la fama del pittore si portava appresso.

## Opere

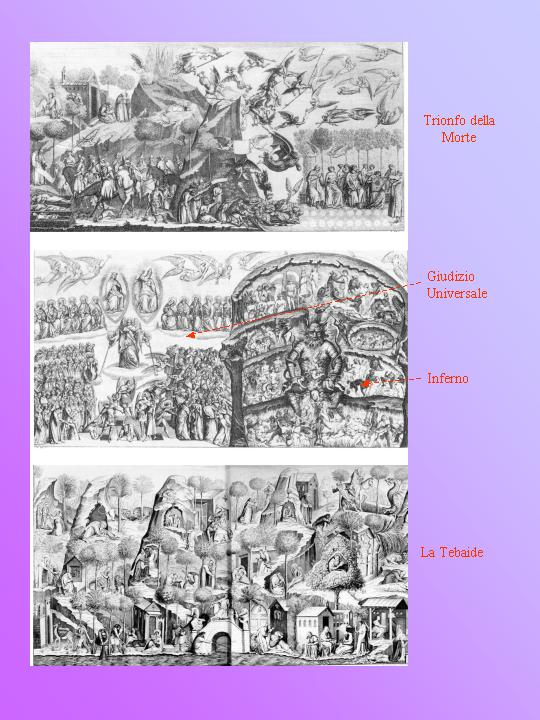
Schema degli affreschi di Buffalmacco nel Camposanto Monumentale di Pisa

Il catalogo delle opere di Buffalmacco, dopo gli studi del Bellosi, può essere così ricostruito:
- Firenze (1310-1317):
  - Storie di san Jacopo, Evangelisti e Profeti, affreschi molto deperiti della Badia a Settimo (staccati e conservati nei depositi degli Uffizi)
  - Affreschi nel monastero delle Donne di Faenza (perduti)
- Arezzo (1320-1327):
  - Madonna col Bambino e santi, affresco nel Duomo[3]
  - San Michele arcangelo, al Museo statale d'arte medievale e moderna[4]
  - Madonna col Bambino, Pergognano, chiesa di San Donato[4]
- Parma, nel Battistero (1330 circa)
  - San Giorgio libera la principessa dal drago
  - Santa Caterina d'Alessandria
- Pisa (1330-1337)
  - Santi e Sante nella chiesa di San Paolo a Ripa d'Arno.
  - i grandi affreschi del Camposanto di Pisa - strappati e riportati su tela a partire dal 1944 - che raffigurano, secondo un preciso percorso iconografico predisposto dal committente ordine domenicano, i seguenti temi:
    - Il Trionfo della Morte
    - Il Giudizio finale e L'Inferno
    - La Tebaide

A essi vanno aggiunte alcune Storie di Cristo post mortem, facenti parte di affreschi eseguiti forse in collaborazione con Francesco Traini.

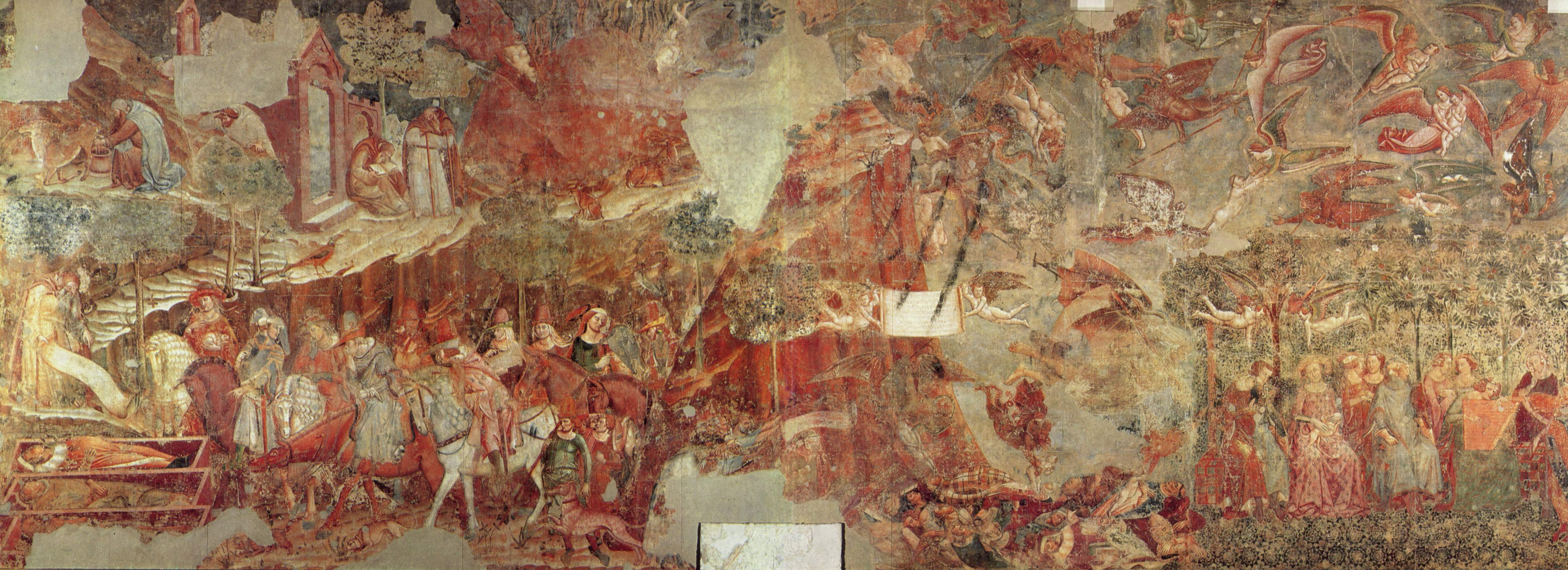
Il Trionfo della Morte, Camposanto Monumentale, Pisa

Il crudo realismo e gli accesi colori con cui sono espressi gli episodi narrati negli affreschi, assieme la varietà tipologica dei personaggi raffigurati, disposti in una struttura compositiva che ricorda una gigantesca miniatura, didatticamente arricchita da cartigli esplicativi di tono moralistico, compongono uno stile lontano dalla poetica giottesca.
Tuttavia, risalta negli affreschi una forza espressiva popolare, dotata di una schietta rudezza, che aveva indotto il Longhi a vedervi l'opera di qualche maestro padano, poco edotto sui più eleganti modi pittorici fiorentini.
Gli affreschi staccati hanno messo in evidenza una grande quantità di sinopie, suggestivi disegni preparatori eseguiti in ocra rossa sull'intonaco. Tali opere che attestano la qualità raggiunta da Buffalmacco nell'esecuzione del disegno, sono ora conservate nel Museo delle Sinopie di Pisa.

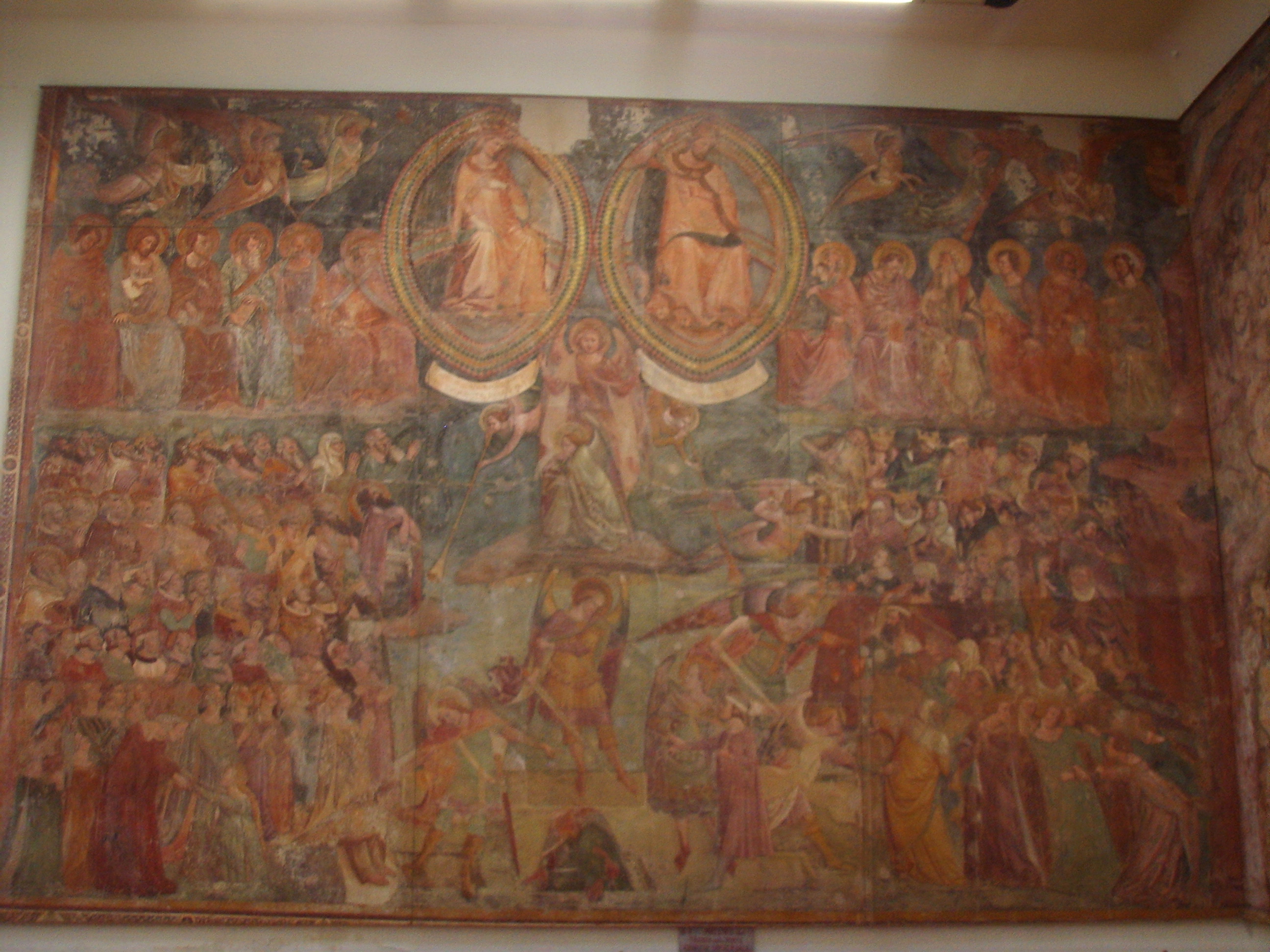
Giudizio Universale
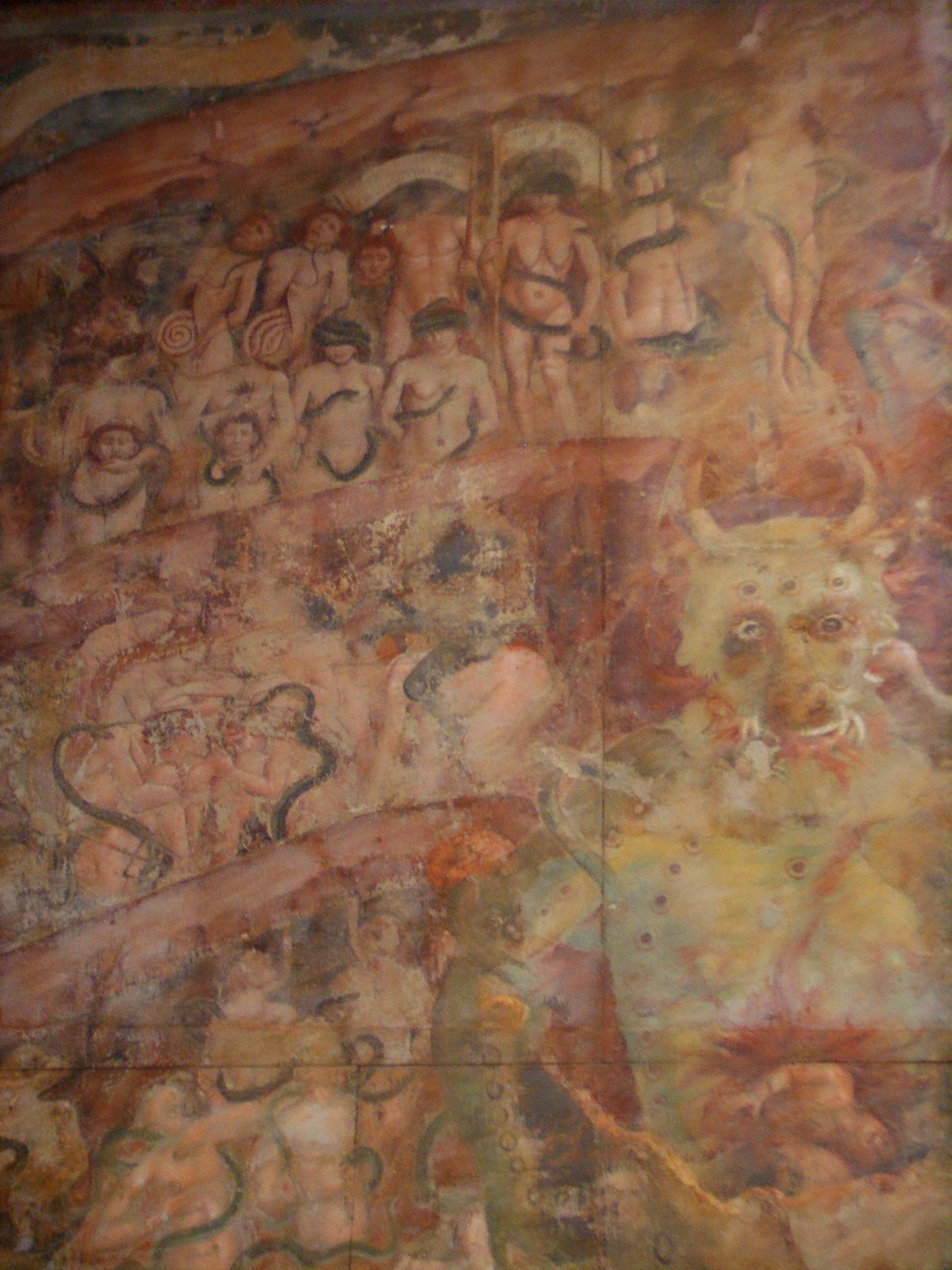
L'Inferno
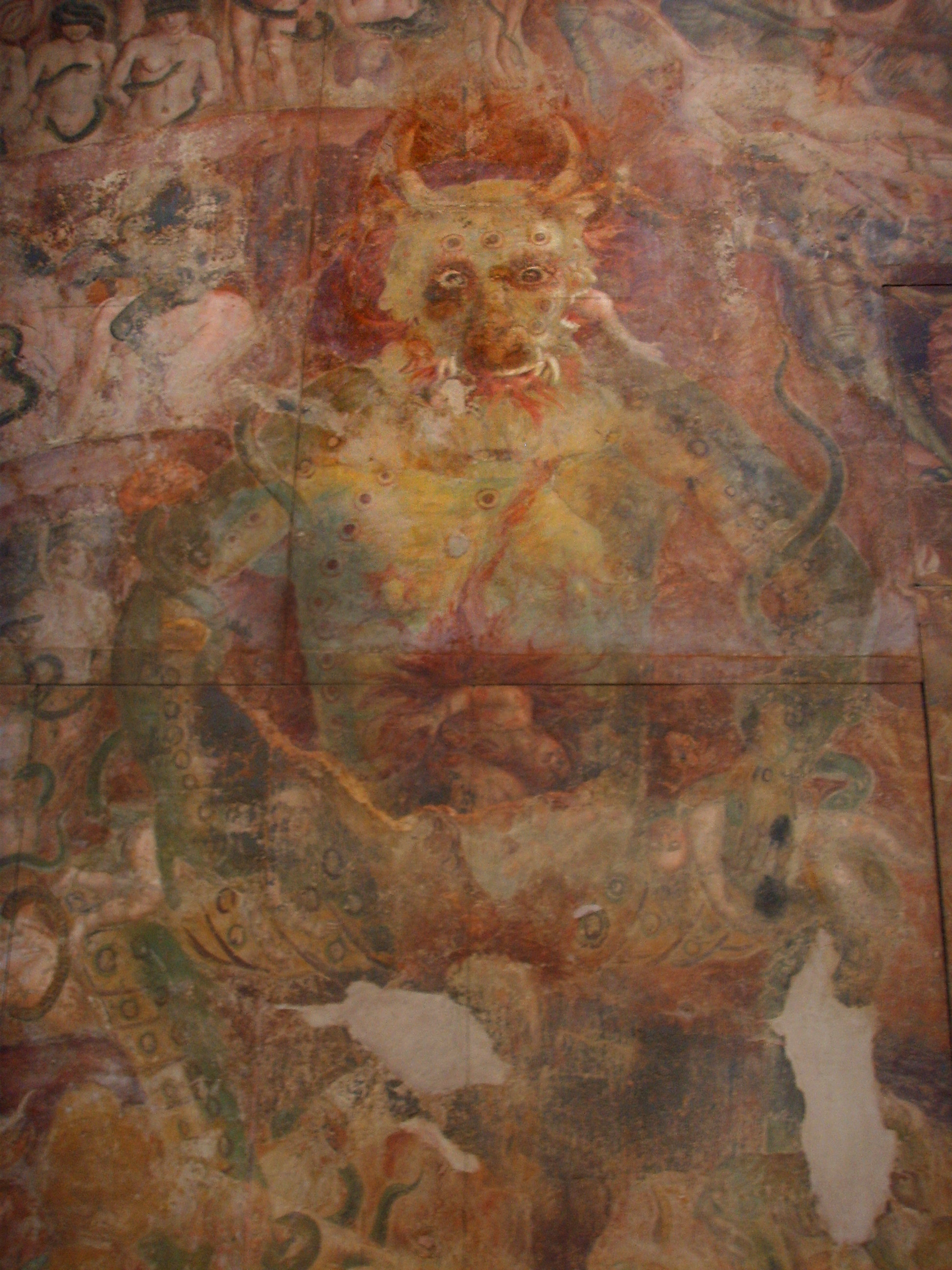
Il Diavolo (Inferno)
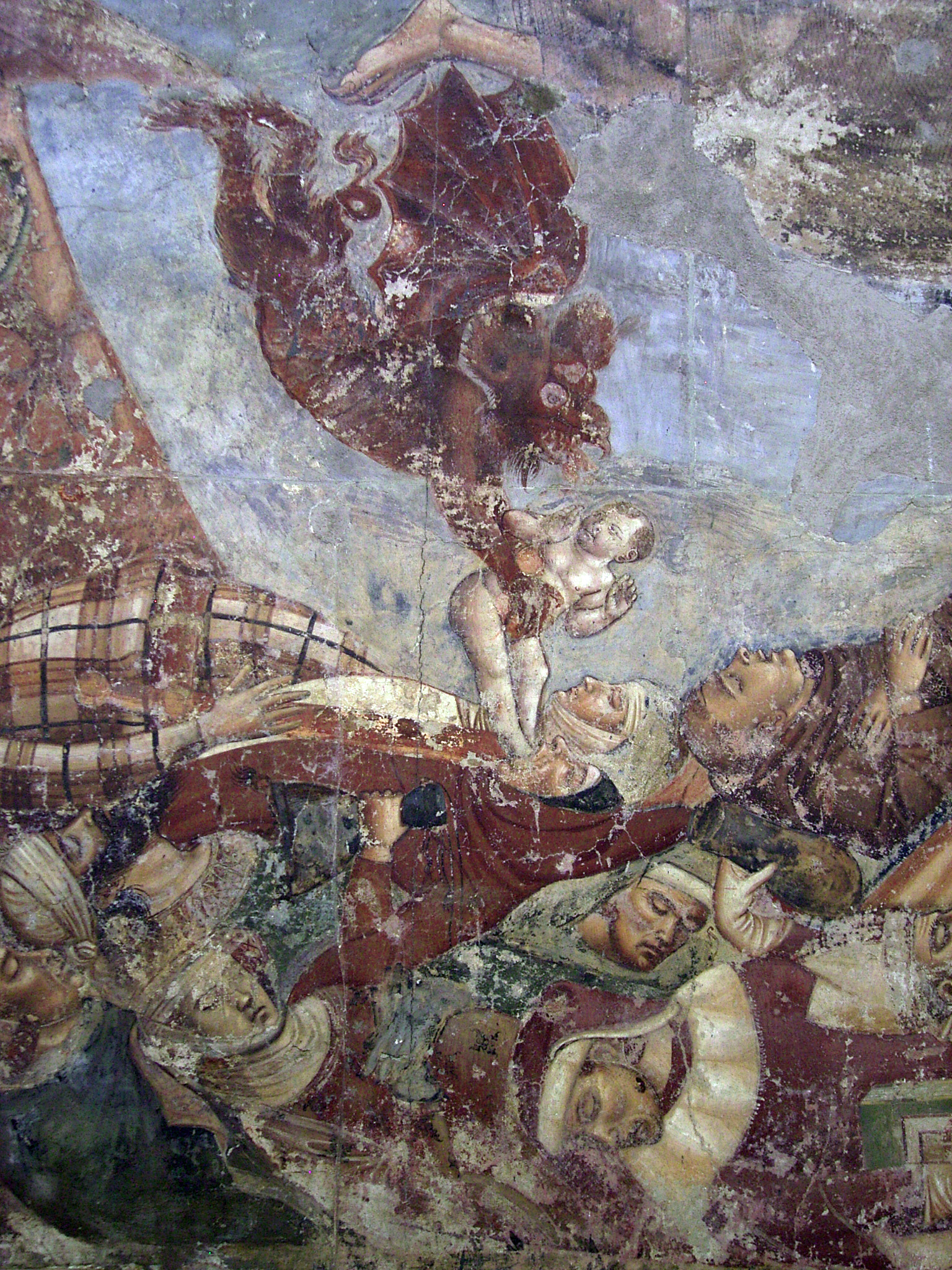
Un demonio strappa l'anima di un defunto
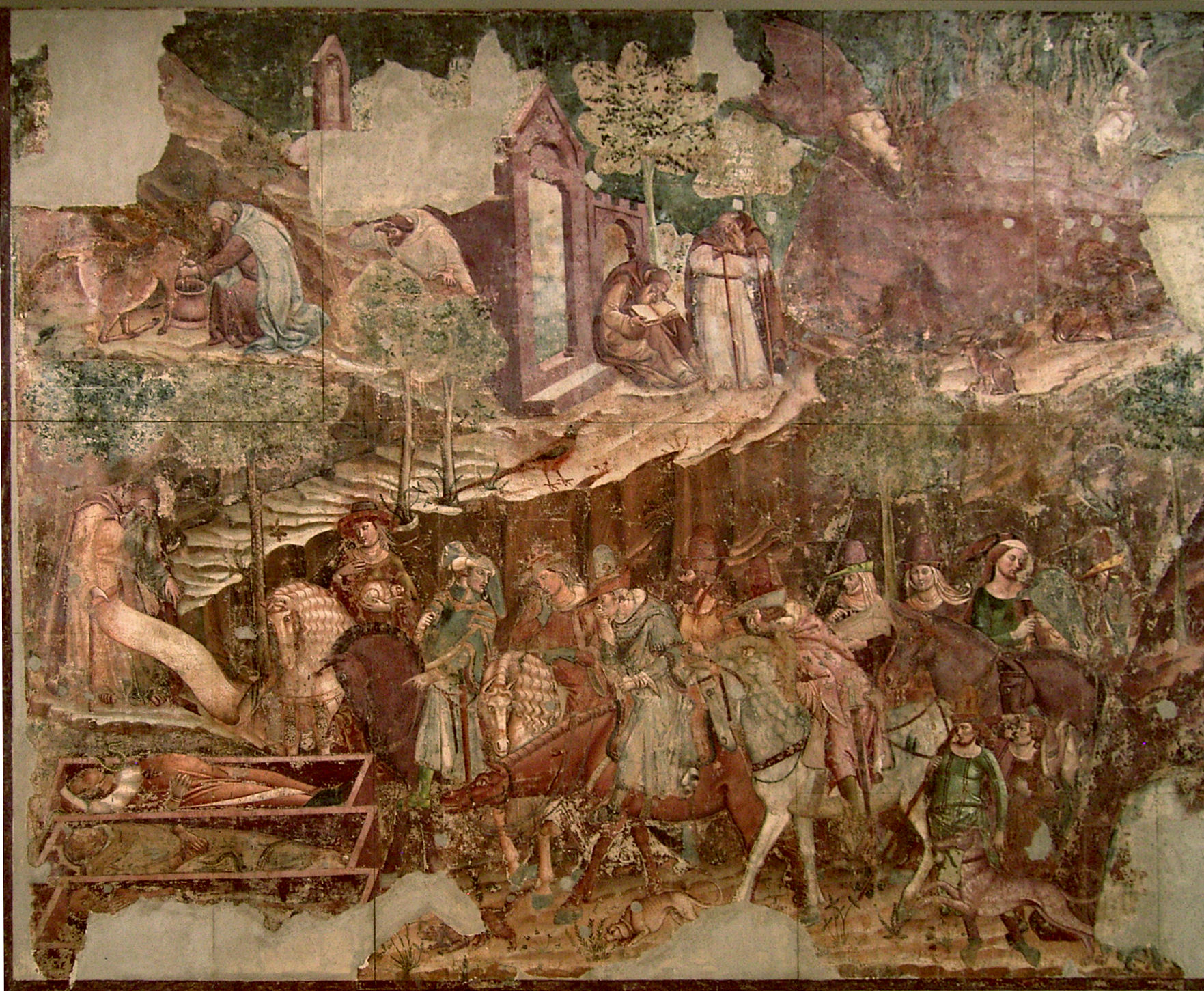
Il Trionfo della Morte
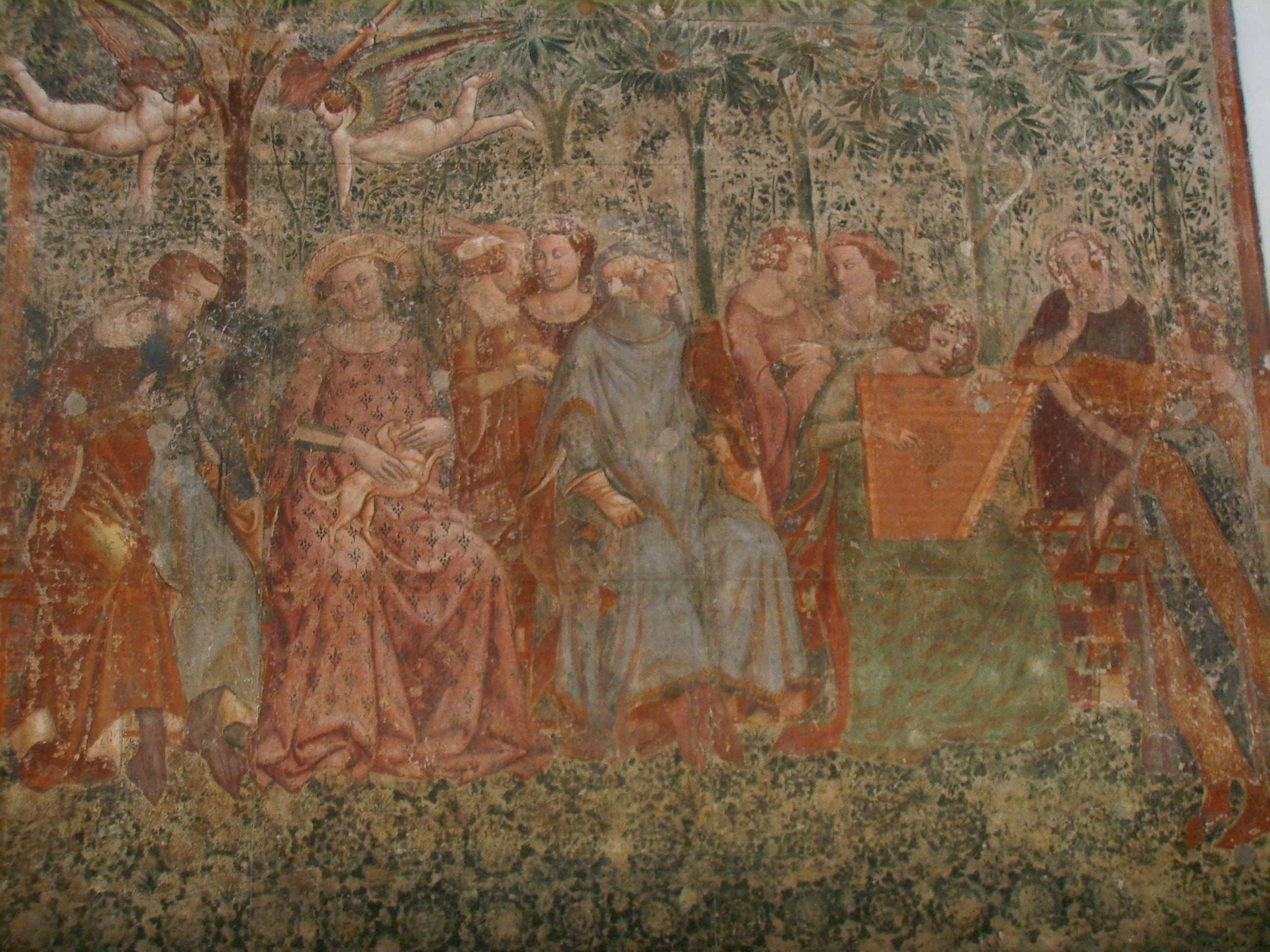
Scena cortese
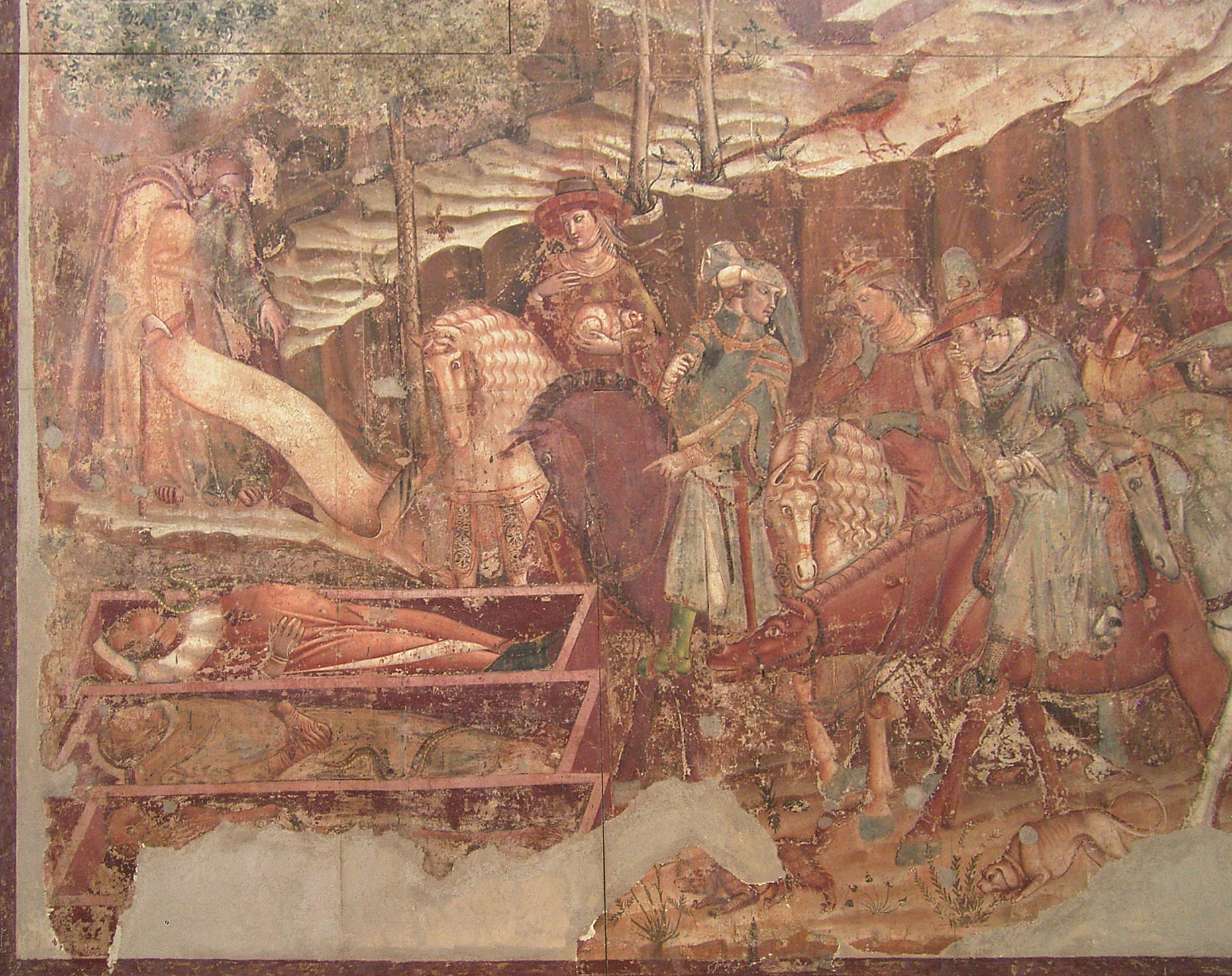
Incontro dei tre vivi e dei tre morti
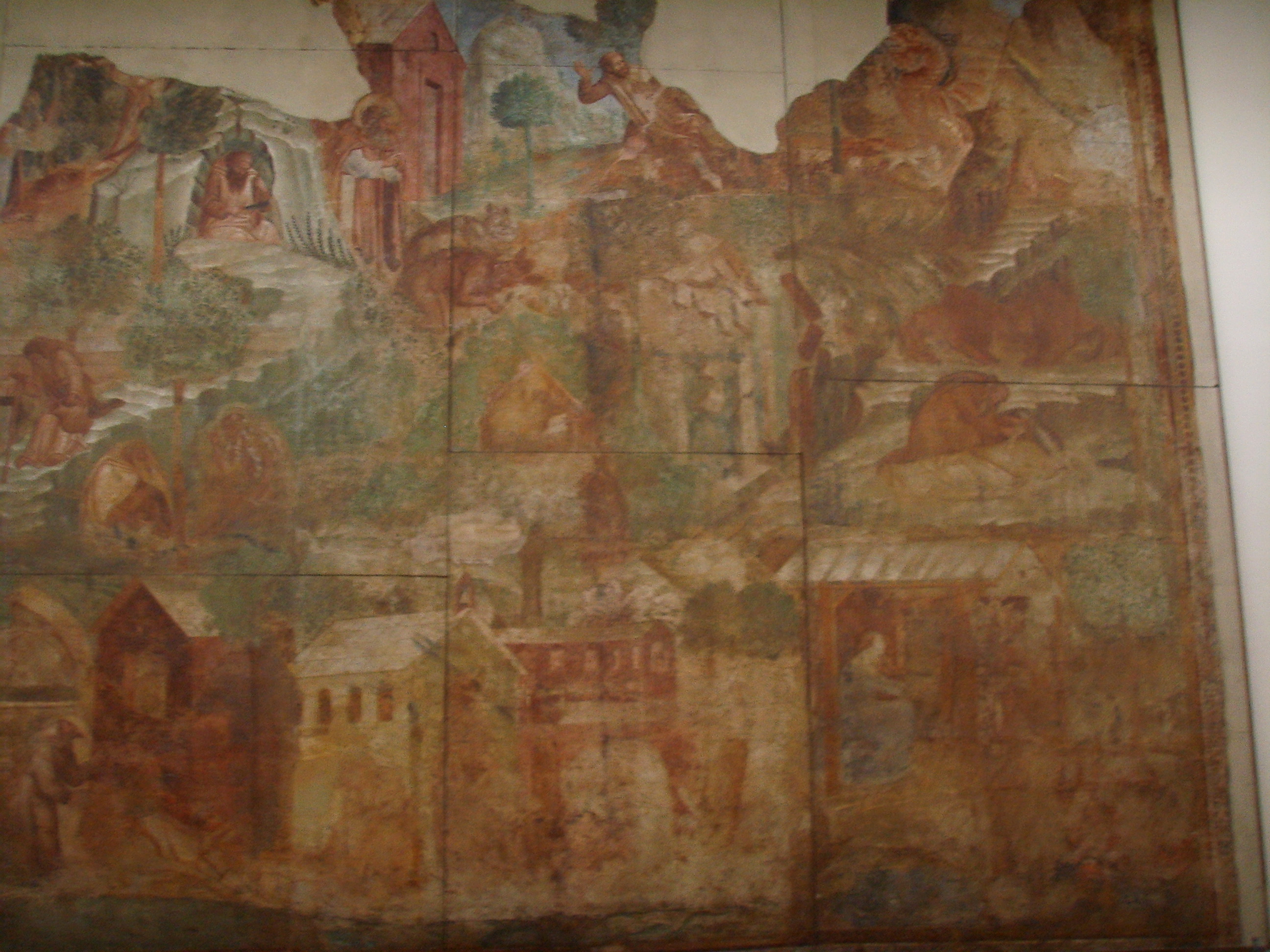
La tebaide